# مرس‌عنخ یکم
| mr | s | anx |

| mr | s | anx |

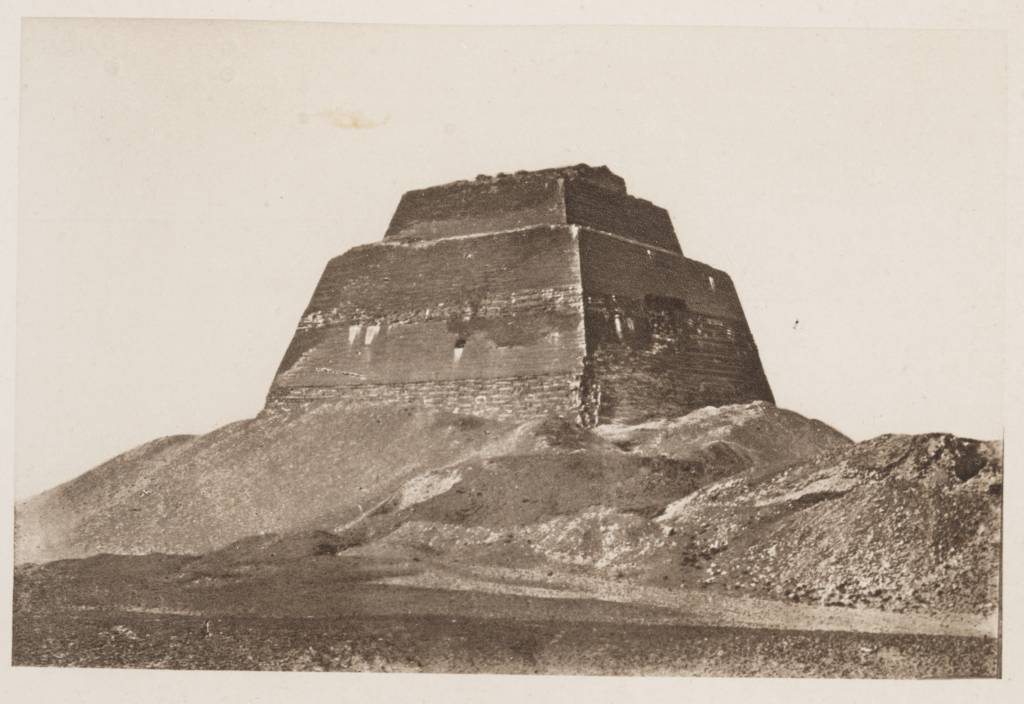
یک هرم بلند و تقربیا بلند در مدیوم مصر منصوب به مره‌سانخ یکم

مره‌سانخ یکم ملکه از دودمان سوم مصر باستان و مادر فرعون سنفرو بود. احتمال دارد که او همسر شاه هونی بوده باشد.
نام مره‌سانخ یکم بر روی تکه‌ای از سنگ پالرمو و نگاره‌ای در آرامگاه پهرنفرع در سقاره آمده‌است. نام او به همراه پسرش سنفرو در نگاره‌های معبد می‌دوم دیده می‌شود. این نگاره‌ها به دوران فرمانروایی توتمس سوم از دودمان هجدهم می‌رسند.